# The Next Karate Kid
The Next Karate Kid é um filme estadunidense do gênero drama e ação produzido no ano de 1994. Foi dirigido por Christopher Cain e estrelado por Pat Morita e Hilary Swank.
Este é o quarto filme da série The Karate Kid, sendo o último com a presença do personagem Kesuke Miyagi interpretado por Pat Morita.
O filme foi lançado primeiramente na Bélgica em 3 de Agosto de 1994; no mesmo ano teve sua estreia nos Estados Unidos (12 de Agosto) e em Portugal (16 de Dezembro). No Brasil, o filme estreou em 12 de janeiro de 1995.

## Sinopse
Durante as comemorações pelos soldados japoneses que lutaram na Segunda Guerra Mundial, o mestre Miyagi encontra a viúva de seu comandante. Ela apresenta a ele a neta Julie, uma adolescente problemática que sofre pela perda dos pais. O senhor Miyagi decide ensinar karatê à jovem para que ela encontre o caminho certo para a sua vida.

## Elenco
- Noriyuki "Pat" Morita ... Sr. Miyagi
- Hilary Swank ... Julie Pierce
- Michael Ironside ... Coronel Dugan
- Constance Towers ... Louisa Pierce
- Chris Conrad ... Eric McGowen
- Michael Cavalieri ... Ned
- Walton Goggins ... Charlie

## Recepção
Fracasso tanto de público quanto de crítica, Karatê Kid – A Nova Aventura, recebeu apenas 6% de aprovação dos site especializado Rotten Tomatoes. O filme é até hoje o menos visto de toda a série, ele arrecadou apenas 9 milhões de dólares nas bilheterias.